# Igreja e Convento de Nossa Senhora do Carmo (Luanda)
O Convento e Igreja de Nossa Senhora do Carmo de Luanda é um complexo monumental localizado na capital de Angola. Construído no século XVII, por missionários carmelitas, é considerado o monumento mais importante de arquitectura religiosa em Angola, dada a qualidade e conservação da estrutura e decoração. Actualmente a igreja encontra-se em bom estado de conservação, enquanto que o convento é, em grande parte, uma ruína.

## História
A cidade de Luanda teve um grande desenvolvimento durante o século XVII, sendo dessa altura a construção do Convento do Carmo e sua igreja. A convite de D. Luísa de Gusmão, à altura regente de Portugal, os carmelitas vieram a Angola em 1659, instalando-se inicialmente no Convento Franciscano da Ordem Terceira de São José. O primeiro superior foi Frei Gregório de Santa Teresa, natural de Montemor-o-Velho e oriundo do convento carmelita lisboeta. Em 1660 começaram as obras do edifício conventual no arrabalde de Ingombotas com material doado pelo governador João Fernandes Vieira - instruído pela Regente D. Luísa de Gusmão -, e por esmolas da população. A torre sineira foi concluída em 1689, enquanto que a sacristia foi construída em 1691 graças ao mecenato do governador D. João de Lencastre, facto comprovado pela inscrição encontrada numa lápide. No século XVIII as paredes da igreja foram revestidas com azulejos.
Foi restaurada em 1828 e entre 1887 e 1897, durante a reforma da Sé de Luanda (Igreja de Nossa Senhora dos Remédios), a Igreja do Carmo serviu de catedral da cidade. Em 1906, a Igreja carmelita passou a ser sede da paróquia de Nossa Senhora do Carmo. 
O edifício teve de ser restaurado em 1931, quando desabou o coro-alto da igreja durante as festas da padroeira. Nesse acidente, que não registrou vítimas, perdeu-se um  quadro datado de 1742 com o Trânsito de Santa Teresa, considerado uma das melhores obras de arte do complexo. Em 1945, quando Angola ainda se encontrava integrada no Império Colonial Português, a igreja foi classificada como Património Nacional português.
Em 2009, o Convento do Carmo de Luanda foi candidato no concurso para eleger as Sete Maravilhas de Origem Portuguesa no Mundo.

## Descrição

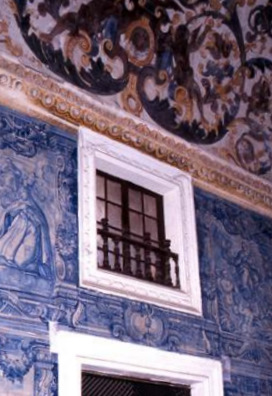
Detalhe do tecto pintado e azulejos no interior da Igreja

Tanto a igreja como o convento são rebocados e pintados de rosa. A fachada da igreja termina num frontão de empena triangular, decorado por brasão e com uma cruz na parte mais alta. Os cunhais da fachada são de cantaria e o portal, único, possui um frontão triangular e, sobre este, um nicho com a imagem de Nossa Senhora, ladeado por duas pequenas janelas quadradas. A nave única é de planta rectangular com capela-mor funda de planta quadrangular, tudo coberto por falsas abóbadas de canhão. Na capela mor se encontra um enorme retábulo de talha dourada decorado com o escudo da Ordem Carmelita no fecho das arquivoltas e com uma imagem de Nossa Senhora no trono. 
A Igreja chama a atenção pelo tecto pintado com motivos fitomórficos e com painéis que representam santos. Outro aspecto importante da decoração é o conjunto de azulejos lisboetas do século XVIII, azuis e brancos, que cobrem grande parte das paredes internas e que representam aspectos da vida de Santa Teresa e São João da Cruz e alegorias sobre Nossa Senhora do Monte Carmelo.
Junto à capela-mor há uma lápide brasonada de Frei António do Espírito Santo, bispo da diocese de Luanda entre 1672 e 1674 e que pertencia à Ordem do Carmo. Na mesma tumba foi sepultado Frei Francisco de Santo Tomás.
Do lado direito da igreja conventual foi construído o convento, do qual resta apenas o claustro de dois pisos. A fachada, muito simples, possui alguns vãos de perfil rectangular. Sobre a cobertura há uma torre sineira em forma de espaldar com três arcos de volta perfeita, cada um com um sino.